# Loes Ypma
Loes Ypma (Rotterdam, 20 februari 1980) is een Nederlands voormalig politica. Ze was lid van de Tweede Kamer van 2012-2017 en daarvoor wethouder in Woerden van 2007-2012. In 2018-2019 was zij wethouder in Almere en in 2017-2018 directeur-bestuurder van de Nederlandse vereniging Verus.
Zij is lid van de Raad van Toezicht van de Kindertelefoon en lid van de monitoringscommissie code pensioenfondsen

## Biografie
Ypma groeide op in Woerden. Zij volgde een opleiding tot docent maatschappijleer aan de Hogeschool van Amsterdam en studeerde politicologie aan de Universiteit van Amsterdam. In haar studententijd raakte zij ook betrokken bij de Partij van de Arbeid (PvdA). Van juni 2003 tot juni 2004 was zij voorzitter van de Jonge Socialisten. Sinds 2001 had ze zitting voor de PvdA in de gemeenteraad van Woerden. Vanaf 2004 werkte ze als lerares in het middelbare onderwijs en later als consultant. In 2007 werd zij wethouder in Woerden namens Progressief Woerden, waar de PvdA onderdeel van uitmaakte. Van 2007 tot 2008 was zij lid van het partijbestuur van de PvdA.
De overstap naar de landelijke politiek maakte Ypma in september 2012, toen ze namens de PvdA lid werd van de Tweede Kamer. In de Kamer was ze woordvoerder onderwijs en jeugdzorg. In december 2013 bleek uit een analyse van Kamerstukken dat Ypma een van de "effectievere" Kamerleden was. Na Kees van der Staaij en Vera Bergkamp slaagde zij er het vaakst in via amendementen wetsvoorstellen aangepast te krijgen.
Na de verkiezingen van 2017 keerde Ypma niet terug in de Tweede Kamer. Vervolgens bekleedde Ypma de functie van voorzitter van scholenkoepel Verus.
Na de gemeenteraadsverkiezingen in 2018 werd Ypma wethouder in Almere. Daar had Ypma de organisatie van de wereldtuinbouwtentoonstelling Floriade in haar portefeuille. Die wordt in 2022 in Almere gehouden. In september 2019 legde ze haar functie als wethouder neer, omdat ‘het op en neer reizen tussen Woerden en Almere haar flink opbreekt’.

## Electorale historie
| Verkiezingen                                         | Plaats Ypma | Zetels PvdA | Aantal stemmen |
| ---------------------------------------------------- | ----------- | ----------- | -------------- |
| Tweede Kamerverkiezingen 2010 (kandidatenlijst PvdA) | 56          | 30          | 395            |
| Tweede Kamerverkiezingen 2012 (kandidatenlijst PvdA) | 28          | 38          | 2.569          |
| Tweede Kamerverkiezingen 2017 (kandidatenlijst PvdA) | 22          | 9           | 2.409          |
| Tweede Kamerverkiezingen 2021 (kandidatenlijst PvdA) | 35          | 9           | 520            |

## Persoonlijk
Ypma is gehuwd met Jelmer Vierstra, wethouder in Woerden. Ook heeft ze twee dochters.